# Боровница
Боровница или црна боровница, боровинка, боровњача, црна јагода, брусница и мрча (лат. Vaccinium myrtillus) је жбунаста биљка из породице вресова (Ericaceae). Научни назив је изведен од латинских речи bacca = бобица и myrtus (деминутив myrtillus) по сличности листова са биљком миртом.

## Опис биљке
Жбунаста биљка висине до 50 cm са густим и танким гранчицама изразито оштрих углова и зелене, сјајне коре. Листови су округласто јајасти, а на врху шиљати и без длака, голи. Обод лиске је фино тестерасто усечен, а лисне дршке су веома кратке. Цветови су висећи на кратким дршкама и појединачни. Круница лоптаста зеленобеле до зеленкастоцрвене боје дужине 4-7 mm и изграђена од 5 режњића. Плод је сјајна бобица плавоцрне боје и благо накиселог укуса, која сазрева од јула до септембра. У њој се налази велики број семена. 

## Станиште и распрострањеност
Погодно тло за раст боровнице је кисело и умереновлажно земљиште, а на вишим надморским висинама је планинска црница. Расте у зони листопадних, букових шума и изнад ње на свежим земљиштима. Значајна је њена улога на планинским чистинама и субалпским ацидофилним заједницама где обраста велике површине. Чест је становник многих планинских масива.

## Хемијски састав боровнице
Као боровница се користи зрео плод и лист. Хемијски састав плодова је:
- органске киселине, посебно лимунска и јабучна;
- шећер (до 30%);
- витамин Ц (око 6 mg%);
- пирокатехински танини;
- комплекс Б витамина;
- каротен (око 1 mg %);
- масна уља (30%) (у семенима);
- протеини (око 18%) у семенима.

Листови боровнице су прави извор минерала (калијум, натријум, манган, хром, гвожђе, бакар и др.), витамина Ц, органских киселина, а садрже и сапонине, шећер (до 18%), танинe и др.

## Лековито дејство и употреба
Плодови боровнице имају примену како у народној тако и у службеној медицини. Благотворно су средство као превентива или терапија код авитаминозе или хиповитаминозе, као и за лечење неинфективног пролива код деце. Важно је и њихово дијететско деловање. Плодове је најбоље користити у свежем стању или као сок. Осим сока од њих се могу правити укусни и квалитетни сирупи, џемови, компоти и др. само што се кувањем губи витамин Ц.
Листови имају дејство кардиотоника, диуретика, холерика и адстригенса. Користе се као састојак биљних мешавина за лечење шећерне болести II степена као и код поремећаја дигестивног тракта. 
При дуготрајној употреби листова боровнице или ако дође до предозирања јавља се хронично тровање па се због тога самомедикација не препоручује.

## Занимљивости
У албанском језику (алб. boronica) је сличан, словенски, назив за боровницу.

## Галерија
- Боровница у цвату
- плодови сакупљени у Аргентини
- плодови сакупљени у Норвешкој
- Боровнице из Биоградске горе
- Боровнице из Биоградске горе
- Боровнице на планини Дукат
- Боровнице на планини Дукат
- Плод боровнице
- Боровница
- Боровница
- Станиште боровнице на Бесној Кобили
- Станиште боровнице на Бесној Кобили